# Ptochophyle hilaris
Ptochophyle hilaris là một loài bướm đêm trong họ Geometridae.